# 일본멧토끼
일본멧토끼(Lepus brachyurus)는 토끼의 일종이다. 일본에서 발견된다.

## 아종
4종의 아종이 있다.
- Lepus brachyurus brachyurus
- Lepus brachyurus angustidens
- Lepus brachyurus lyoni
- Lepus brachyurus okiensis